# Милан Танчев (Струга)
Вижте пояснителната страница за други личности с името Милан Танчев.
Милан Танчев е български революционер, деец на Вътрешна македоно-одринска революционна организация.

## Биография
Милан Танчев е роден в град Струга, тогава в Османската империя, днес в Северна Македония. Става стружки градски войвода на ВМОРО и участва в Илинденско-Преображенското въстание. През 1941 година влиза в комитета на стружкия клон на Българските акционни комитети.